# Kringlegyl
Kringlegyl är en sjö i Tingsryds kommun i Småland och ingår i Mörrumsåns huvudavrinningsområde.